# Guerra nuclear

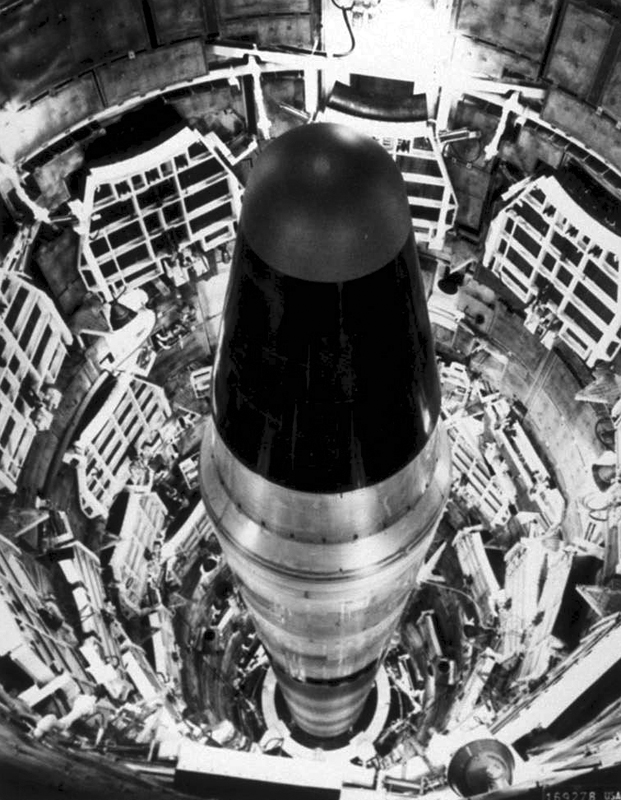
Antic MBI del tipus Tità II, en servei amb les Forces Aèries dels Estats Units entre 1962 i 1986.

La guerra nuclear és un tipus de guerra que es duu a terme mitjançant l'ús d'armes nuclears, una classe d'arma de destrucció massiva. Pot tractar-se d'una "guerra nuclear limitada" o una "guerra nuclear total". Aquest tipus de conflagració té les seves pròpies teories, estratègies, tàctiques i conceptes, diferents de les de la guerra convencional, que han anat variant al llarg de les dècades. Pot lliurar-se en terra, mar, aire, l'espai i fins i tot en el subsòl, a diferents escales, amb mitjans molt diferents.
S'ha postulat que, en una guerra nuclear total, la radiació i el canvi climàtic producte de la mateixa deixarien l'atmosfera de la Terra molt afectada i possiblement l'espècie humana i la resta d'éssers vius del món sofririen els efectes d'un hivern nuclear. Els supervivents haurien de reconstruir les infraestructures del planeta en unes condicions molt difícils. La flora i la fauna es veurien afectades per centenars de mutacions.
Fins al moment, l'única batalla nuclear de la història ha estat el bombardeig estratègic de les ciutats japoneses d'Hiroshima i Nagasaki per part dels Estats Units, que van conduir a finalitzar la Segona Guerra Mundial. Aquestes dues bombes van causar entorn de 200.000 morts i un nombre encara major de ferits i afectats, la majoria civils. Malgrat això, l'escàs nombre i reduïda potència d'aquestes armes primitives no permeten col·legir els resultats d'una guerra nuclear a gran escala amb armament contemporani.
Alguns autors apunten que una guerra nuclear a gran escala equivaldria a un esdeveniment lligat a l'extinció. Sense arribar a aquest extrem, existeixen pocs dubtes sobre la seva capacitat per a aniquilar pobles, nacions i models de civilització sencers, amb centenars i fins i tot milers de milions de baixes.
La possibilitat d'una destrucció completa de la civilització humana a conseqüència de la guerra nuclear va inspirar també el moviment pacifista contemporani, a partir dels treballs del Comitè d'Emergència dels Científics Atòmics, compost per nombroses personalitats que havien participat en el desenvolupament de les primeres armes d'aquest tipus i eren plenament conscients de les seves possibilitats aniquil·ladores. Entre aquests, es comptaven Albert Einstein, Harold C. Urey, Linus Pauling i Leó Szilárd.
A causa del seu enorme poder devastador, les armes nuclears han estat freqüentment objecte de nombrosos tractats i negociacions internacionals, i estan subjectes a règims de vigilància, protecció i inspecció especials.
La guerra nuclear és un recurs utilitzat comunament en la literatura de ciència-ficció que es va posar de moda durant la Guerra Freda a causa de la tensió entre les dues superpotències, ambdues posseïdores d'armes nuclears, el que va derivar en multitud de relats en els quals les armes nuclears i els seus efectes eren les protagonistes. L'aparent inevitabilitat d'aquest conflicte en cas d'un enfrontament entre grans potències ha conduït a moltes persones a considerar que "guerra nuclear" i "Tercera Guerra Mundial" són sinònims en la pràctica.
La guerra nuclear ha inspirat també nombrosos autors i artistes com a símbol del mal, l'abús de la raó d'estat, la violència, la mort o la destrucció absoluta.

## Història

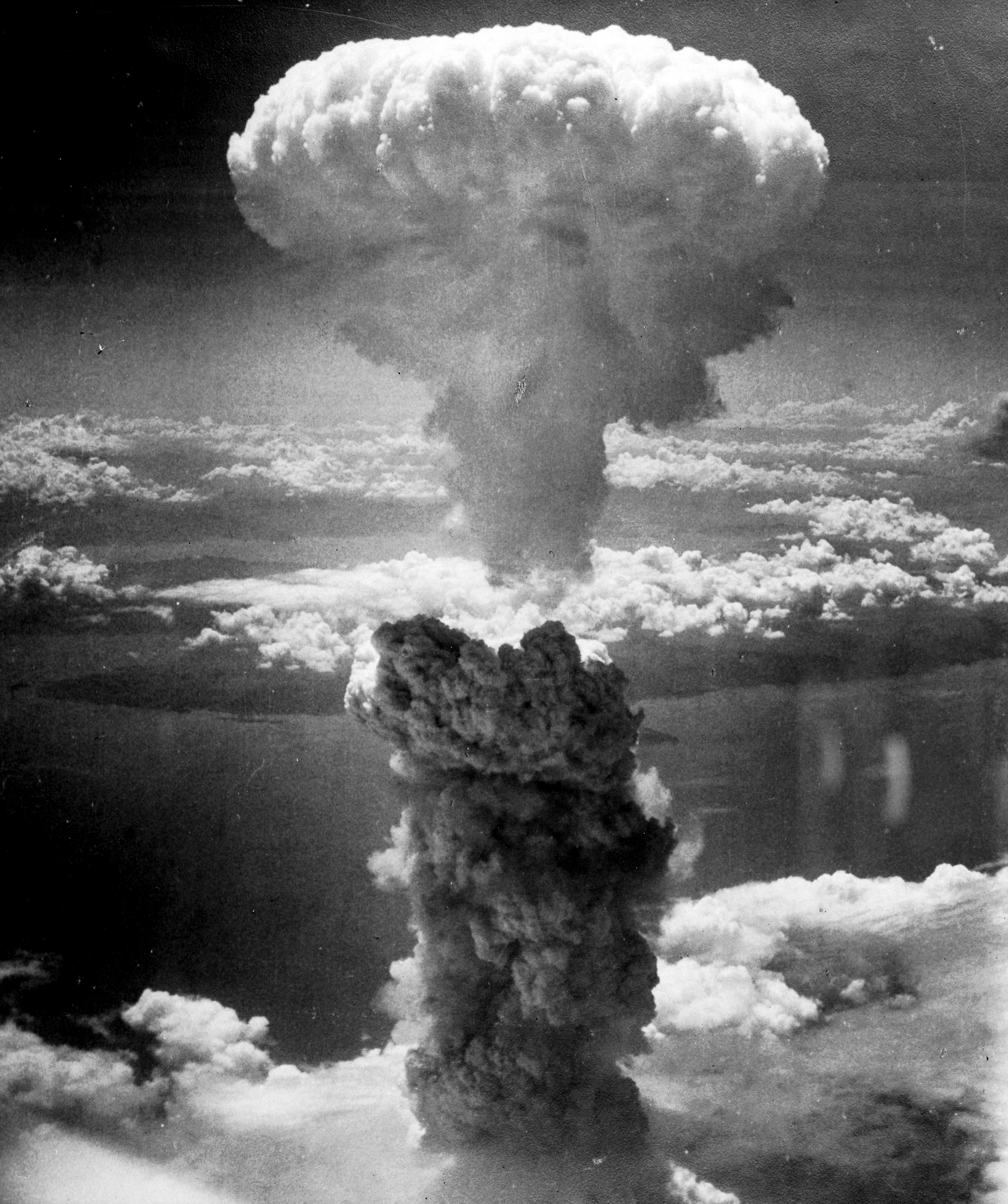
Explosió nuclear a Nagasaki (9 d'agost de 1945). Foto presa des d'un dels B-29 que van efectuar l'atac.

El segle xx va portar amb si la Teoria de la Relativitat, la mecànica quàntica i el descobriment de la física atòmica, que van permetre postular vies per a obtenir energia del nucli de l'àtom.
El dia 12 de setembre de 1933, sis anys abans del descobriment de la fissió nuclear i només set mesos després del descobriment del neutró, el físic hongarès Leó Szilárd va descobrir que era possible alliberar grans quantitats d'energia mitjançant reaccions neutròniques en cadena. El 4 de juliol de 1934, Szilard va sol·licitar la palesa d'una "bomba atòmica" on no només descrivia aquesta reacció en cadena neutrònica, sinó també el concepte essencial de massa crítica. La palesa li va ser concedida, la qual cosa converteix a Leo Szilard en l'inventor de la bomba atòmica.
El novembre de 1938, la física alemanya Lise Meitner va assolir identificar traces de bari en una mostra d'urani. La presència d'aquest element només es va poder explicar assumint que s'havia produït una fissió nuclear. El descobriment se li va adjudicar a Otto Hahn. El gener de 1939, Niels Bohr "redescobriria" la fissió en els Estats Units. El físic teòric Julius Robert H. Oppenheimer, tres dies després de llegir la conferència de Bohr, es va adonar que la fissió de l'àtom produiria un excés de neutrons utilitzable per a construir la bomba concebuda per Szilard.

### El projecte Manhattan: Hiroshima i Nagasaki
Als inicis de la Segona Guerra Mundial, per tant, molts científics i governs eren conscients de la possibilitat de crear una arma nuclear. No obstant això, només Alemanya i els Estats Units estaven en condicions d'embarcar-se en el projecte amb serietat. Des del principi, el programa alemany va estar plagat de dificultats, limitacions i errors, probablement per l'absència d'una percepció teòrica clara sobre les seves possibilitats. Els Estats Units, en canvi, comptava amb els recursos industrials i els millors cervells del seu temps: Albert Einstein, Leó Szilárd, Robert Oppenheimer, Enrico Fermi, Arthur Compton i molts més. Això els va permetre iniciar en secret el monumental Projecte Manhattan, amb l'objecte de construir bombes atòmiques que els atorguessin un avantatge decisiu en la Segona Guerra Mundial.

El Projecte Manhattan els va permetre construir almenys tres nuclis experimentals d'urani i plutoni, pesants i primitius. El primer, denominat simplement "The Gadget" ("el dispositiu"), va ser detonat en el Desert Jornada de la Mort de Nou Mèxic (Estats Units continentals), a les 05:29:45 del 16 de juliol de 1945 (hora local). Es tractava d'una arma de fissió de plutoni de 19 kt de potència. Va ser la primera detonació nuclear produïda per l'espècie humana.
Poc després, els dies 6 i 9 d'agost de 1945, les Forces Aèries dels Estats Units va llançar des de bombarders B-29 sengles bombes atòmiques sobre les ciutats japoneses d'Hiroshima i Nagasaki. La primera era una bomba d'urani d'uns 15 kt, anomenada "Little Boy", i la segona funcionava per implosió de plutoni sota el nom "Fat Man", amb uns 25 kt de potència. Això equival a la vintena part de la potència de les armes nuclears actuals, i una mil·lèsima de les més potents desenvolupades durant la Guerra Freda. Ambdues ciutats van resultar aniquilades instantàniament, amb un saldo aproximat d'entre 150.000 i 220.000 morts, la gran majoria civils. Un nombre indeterminat de persones van morir amb posterioritat a causa de les seves ferides i a l'efecte de la radiació. S'ha produït un elevat nombre de mutacions en bebès, durant diverses generacions. Aquests fets, que constitueixen el primer i fins ara únic ús d'armes nuclears en un conflicte real, van precipitar la capitulació del Japó i la fi de la Segona Guerra Mundial.

### Preparatius per a la Guerra Termonuclear Total
L'evident poder que atorgaven aquestes armes va iniciar una enorme cursa armamentística entre les potències que ja s'endevinaven enfrontades en la Guerra Freda, tant pel que fa a les armes atòmiques en si mateixes com als vectors de llançament que permeten dur-les fins als seus blancs i els mitjans tècnics i humans extensius necessaris per a operar-les eficaçment. La Unió Soviètica, que havia seguit molt estretament el Projecte Manhattan des d'almenys el 1943 i havia desenvolupat ja les seves pròpies investigacions en l'Institut Kurtxatov, va assolir detonar una rèplica de la bomba de Nagasaki ("Joe 1") en el polígon de Semipalàtinsk, el matí del 29 d'agost de 1949. No obstant això, l'URSS desenvolupava paral·lelament una arma de disseny totalment propi ("Joe 2") que va detonar el 24 de setembre de 1951, alliberant 38 Kt. La Guerra Freda Nuclear havia començat. Els van seguir el Regne Unit el 3 d'octubre de 1952 ("Operació Hurricane"), França el 13 de febrer de 1960 ("Gerboise Bleue") i la Xina, el 16 d'octubre de 1964 ("Dispositiu 596").
Simultàniament, a aquests esdeveniments, s'havia tornat evident que existia una manera de desenvolupar mecanismes per fer armes de magnitud més potent: la fusió nuclear, que imita les reaccions energètiques de les estrelles. Mitjançant una segona fase composta d'isòtops de l'hidrogen i el liti, Estats Units va aconseguir fer esclatar la primera arma termonuclear o bomba d'hidrogen l'1 de novembre de 1952 ("Operació Ivy", Illes Marshall). Els va seguir la Unió Soviètica menys d'un any després, primer amb una bomba de fusió parcial ("Joe 4", 12 d'agost de 1953) i després amb una de fusió completa. A diferència de les armes nord-americanes, aquestes primeres armes russes de fusió eren utilitzables militarment, no mers dispositius experimentals. Els Estats Units no tindria una arma de fusió militaritzable fins al 1954.
Paral·lelament, es lliurava una altra batalla entre les superpotències: la carrera espacial. A més de les seves aplicacions civils i científiques, a ningú se li va escapar que la disponibilitat de grans coets espacials permetria també desenvolupar míssils pesants d'abast intercontinental, molt superiors als bombarders aeris utilitzats fins llavors i impossibles de derrocar. Generalment inspirats en la V-2 alemanya de la Segona Guerra Mundial, aquests míssils atorgarien el poder de llançar gran nombre d'armes nuclears contra blancs remots, situats en altres continents. La possibilitat de llançar bombes atòmiques amb coets havia estat evident des del principi, però no es disposava de vectors grans i fiables per fer-ho amb eficàcia.

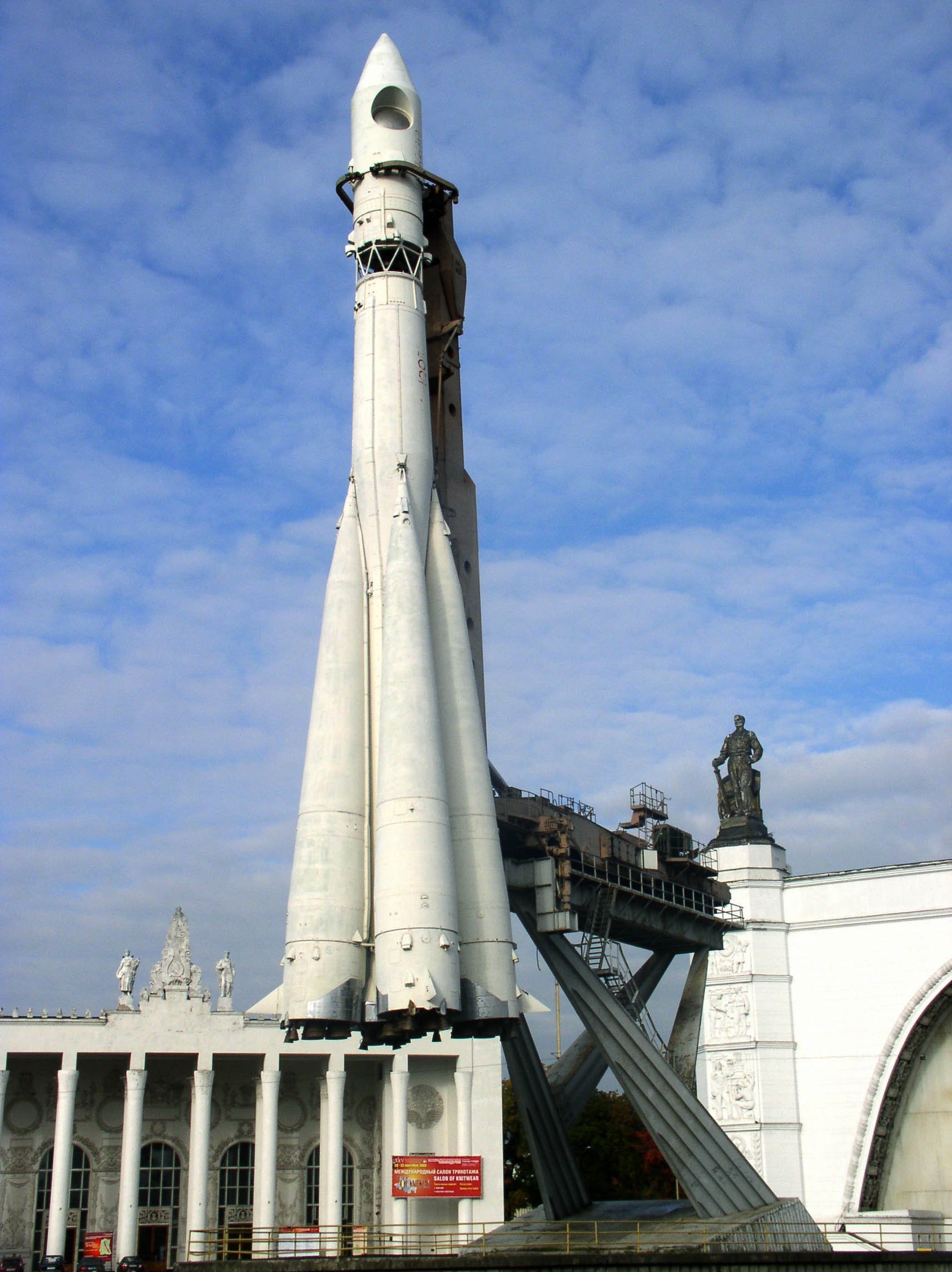
R-7 8K72 Vostok exhibit en el Centre Panrus d'Exposicions, variant civil del primer míssil balístic intercontinental.

El primer míssil balístic intercontinental veritable va ser el R-7 Semiorka soviètic (anomenat a Occident SS-6 Sapwood), una variant del mateix propulsor utilitzat per a llançar l'Spútnik, la primera nau espacial en òrbita. Podia llançar una bomba de 3 Mt a 8.800 km de distància, el que li permetia arribar als Estats Units continentals, Europa i la major part de l'Hemisferi nord. Aquesta variant militar es va provar per primera vegada el 15 de desembre de 1959. Aviat els van seguir els Titans nord-americans de 9 Mt.
Per primera vegada en la història humana, era possible dur la devastació més absoluta al cor de l'enemic. La consciència d'aquest fet va significar profundes transformacions en la mentalitat política i social, en general pessimistes i ominoses, i va donar lloc a nombroses novetats culturals i en la civilització. Militarment, les armes nuclears van adquirir un caràcter igualador que impedia a qualsevol potència iniciar una guerra contra l'altra, sobretot des que el seu nombre i prestacions van garantir la destrucció mútua assegurada. Va caldre crear nous conceptes, teories, tàctiques i estratègies per a aquesta arma radicalment diferent, així com formar a generacions de tècnics i soldats, i desplegar nombrosos equips avançats (des de radars i satèl·lits fins a sistemes nous de comandament, control, comunicacions i intel·ligència) per a poder-les usar eficientment. Això va estimular el desenvolupament de nombroses invencions, entre les quals cal incloure Internet (que es deriva d'ARPANET, una xarxa que comptava entre les seves capacitats la de ser especialment resistent a un atac nuclear limitat, encara que no fos la seva característica essencial). L'aparent imminència d'una guerra nuclear va donar ales per a la creació del moviment pacifista contemporani, iniciat pels mateixos científics atòmics, més conscients que els altres dels seus riscos.
Durant tota la Guerra Freda ambdues potències i altres menors es van amenaçar amb desenes de milers d'armes nuclears llestes per a disparar, segons un concepte denominat "overkill" que garantia la destrucció total de l'enemic desenes de vegades. Va haver-hi diverses ocasions en què van estar a minuts de ser llançades, a causa d'errors o situacions conflictives, la més coneguda de les quals és la Crisi dels míssils de Cuba. No obstant això, no va ser l'única, ni la més greu. Generalment, es considera que el més perillós de tots els incidents va succeir en l'entorn de les maniobres de l'OTAN "Able Archer 83", dissenyades en un context d'operacions psicològiques contra la Unió Soviètica, que van ser percebudes pels dirigents d'aquest país com una amenaça directa real. Això va dur a les forces nuclears soviètiques a l'estat de màxima alerta durant setmanes, mentre en Occident es tenia una falsa impressió de tranquil·litat, i per això fins i tot un incident menor podria haver disparat la resposta nuclear. Poc abans havia succeït l'Incident de l'equinocci de tardor, on les forces nuclears soviètiques van poder ser a escassos minuts del llançament, el que va contribuir a tibar la situació encara més.

### Situació actual
Aquest grau de perill i tensió va donar lloc a nombrosos tractats, per tal de limitar el seu desplegament i efectes. El primer de tots va ser el Tractat de prohibició parcial d'assajos nuclears (1963), pel qual van acabar les proves nuclears atmosfèriques. Li va seguir el polèmic Tractat de No Proliferació Nuclear (1968), que restringeix la disponibilitat d'armes nuclears als països que ja les tenien en aquestes dates. Més rellevants van ser els Acords SALT dels anys 1970 entre les principals superpotències, així com el Tractat INF. Ambdós limitaven el nombre de llançadors i caps; aquest és l'inici en la pràctica del "desarmament nuclear".
En finalitzar la Guerra Freda i reduir-se, per tant, el grau de confrontació entre les superpotències, es va implementar el tractat START I (1991); això va reduir finalment el nombre real de caps en un pla de desarmament que culminaria el 2001, amb unes 6.000 ogives desplegades. No obstant això, la denúncia nord-americana del Tractat sobre Míssils Anti-Balístics de 1972 va impedir la ratificació per part russa del tractat START II (1993), que hauria reduït aquesta xifra a 2.000 caps el 2012. També va bloquejar la negociació de l'START III. Posteriorment, el tractat SORT (2003) va proposar un objectiu molt difuminat i del que qualsevol de les parts pot retirar-se en qualsevol moment.
Encara que el nombre d'armes nuclears llestes per a disparar i el seu nivell d'alerta ha descendit considerablement, aquestes segueixen conformant la columna vertebral i primera garantia de seguretat en molts països industrialitzats del món. Aquestes reduccions s'han traduït en un "oblit" social d'aquesta amenaça mentre s'afavoria el temor hipotètic de les armes que acabin en poder de grups terroristes, sobretot des d'alguns governs i mitjans de comunicació.
Si bé el perill de guerra nuclear entre nacions persisteix greument, existeixen seriosos dubtes sobre les possibilitats reals que un grup terrorista es fes amb una arma atòmica. A més de la dificultat per a apoderar-se de components essencials d'aquesta, o d'una arma completa, es tracta d'un sistema tecnològicament complex amb exigències de manteniment i operació poc compatibles amb la naturalesa clandestina i irregular de les organitzacions terroristes. Només la reposició i reforja dels components radioactius —que van decaient a mesura que avança la seva vida mitjana— requereixen una infraestructura tecnològica i industrial únicament a l'abast d'Estats o grans corporacions privades. El resultat és que mai s'ha detectat una arma nuclear o components substancials de la mateixa en mans d'un grup terrorista, ni tampoc la voluntat clara de posseir-les.

## Armes nuclears

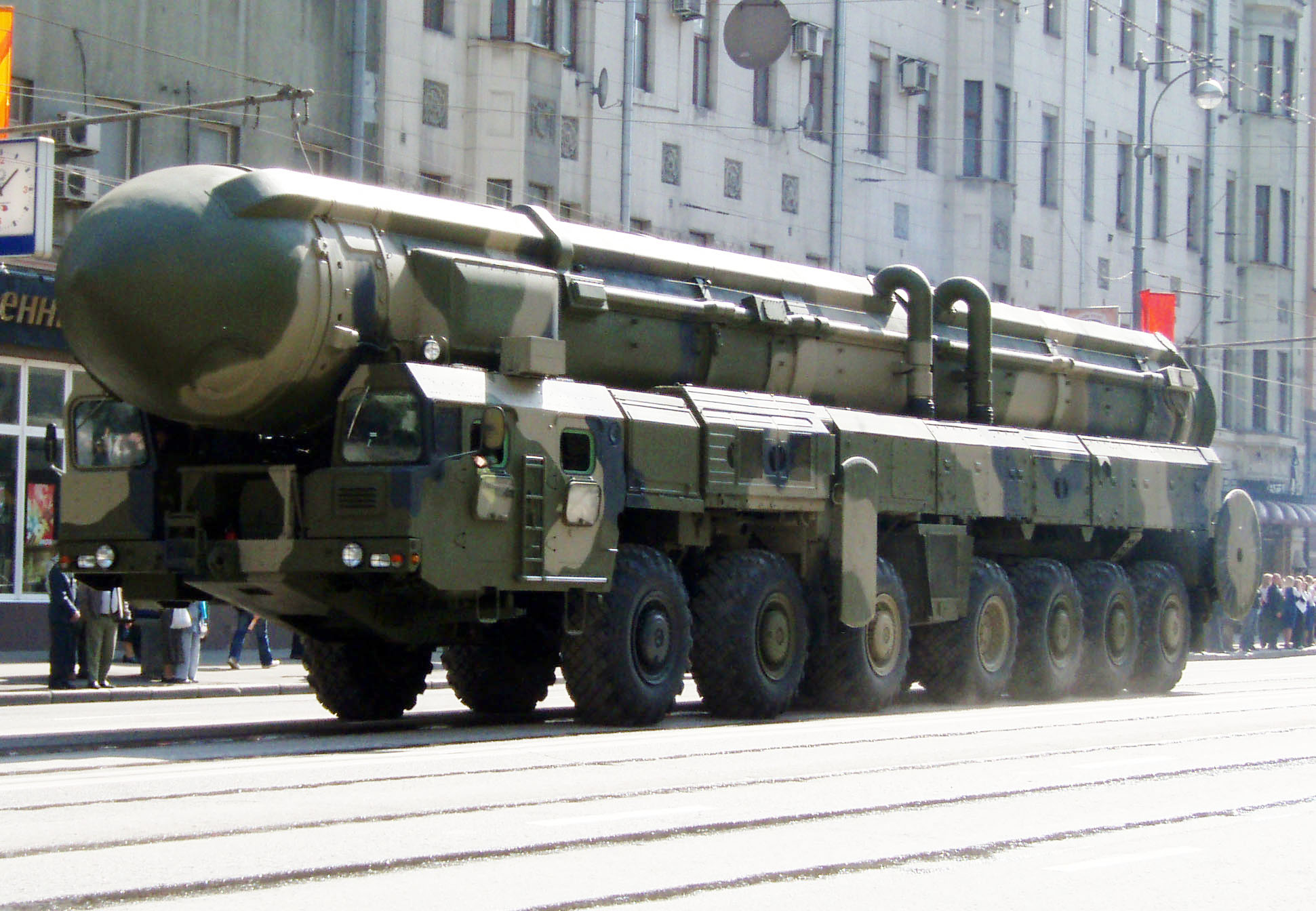
Vehicle llançador de l'MBI rus Tòpol, Moscou, 2008.

Una arma nuclear és un explosiu d'alta energia, que obté la mateixa mitjançant la fissió o fusió del nucli atòmic. Per a la fissió, s'utilitzen àtoms pesants com l'urani o plutoni, i per a la fusió àtoms molt lleugers com certs isòtops de l'hidrogen (deuteri i triti) i el liti. Es tracta d'un ús militar de l'energia nuclear. La seva característica fonamental radica en la possibilitat d'alliberar una potència explosiva equivalent a milers o milions de tones de TNT amb un dispositiu de pocs quilograms de pes, fàcilment militaritzable.
No existeix cap material estructural en l'univers conegut capaç de resistir l'impacte tèrmic, mecànic i radiològic d'una detonació nuclear a curta distància. Una càrrega nuclear de potència comuna, adequadament situada en les proximitats del blanc, desintegrarà qualsevol objectiu civil o militar i causarà enormes danys i mortaldat en els voltants, fins i tot a quilòmetres de distància. Per aquesta raó, les armes nuclears es consideren el màxim exponent de les armes de destrucció massiva.

### Classificació tecnològica
Tecnològicament, les armes nuclears es divideixen en "bombes atòmiques" o "de fissió", d'una banda, i "bombes d'hidrogen", "armes termonuclears" o "de fusió", per una altra:
- Les bombes atòmiques, de fissió o bombes A són dispositius que fragmenten àtoms pesants d'urani o plutoni mitjançant una reacció en cadena ultraràpida. La fissió és un procés exotèrmic que allibera quantitats substancials d'energia, molt major que en les reaccions químiques dels explosius convencionals. Aquesta energia escapa en forma de radiació gamma i energia cinètica dels fragments del nucli, escalfant així ràpidament la matèria que es trobi al voltant. Aquesta matèria (per exemple, l'aire), al dilatar-se, provoca una poderosa ona de xoc a alta temperatura. El material fissible idoni és el plutoni 239, i la tècnica més corrent és la implosió geomètrica.
- Les bombes d'hidrogen, armes termonuclears, de fusió o bombes H consten de dues o més etapes. La primera d'elles ("primari") utilitza una petita bomba atòmica per a iniciar un procés de fusió nuclear dels nuclis d'àtoms lleugers d'hidrogen i liti que es troben en la segona ("secundari"). Aquest procés és anàleg al que es dona en els sols, i s'ha definit com encendre una estrella sobre una ciutat. La diferència de massa entre els nuclis components del secundari i el resultant (normalment, heli i beril·li o nous isòtops de liti i triti, que realimenten la reacció) es transforma íntegrament en energia, segons la coneguda fórmula E=mc². Algunes d'aquestes reaccions, com la de deuteri liti-6, es conten entre les més energètiques de l'univers conegut, només per sota la reacció matèria-antimatèria. Una càrrega de fusió pot produir temperatures locals equivalents entre 20 i 400 milions de graus Celsius, més que en el nucli del Sol i molts ordres de magnitud per sobre de qualsevol possible rang d'estabilitat de la matèria.

La majoria d'armes atòmiques modernes són termonuclears de potència variable, car la tecnologia de fusió pesa menys i aporta major seguretat, economia i flexibilitat. Aquesta flexibilitat inclou poder graduar la potència explosiva de la bomba a voluntat, variant la presència de triti en el secundari. També permeten triar, almenys en part, el tipus d'energia produït per l'arma.

### Mitjans utilitzats per al seu llançament

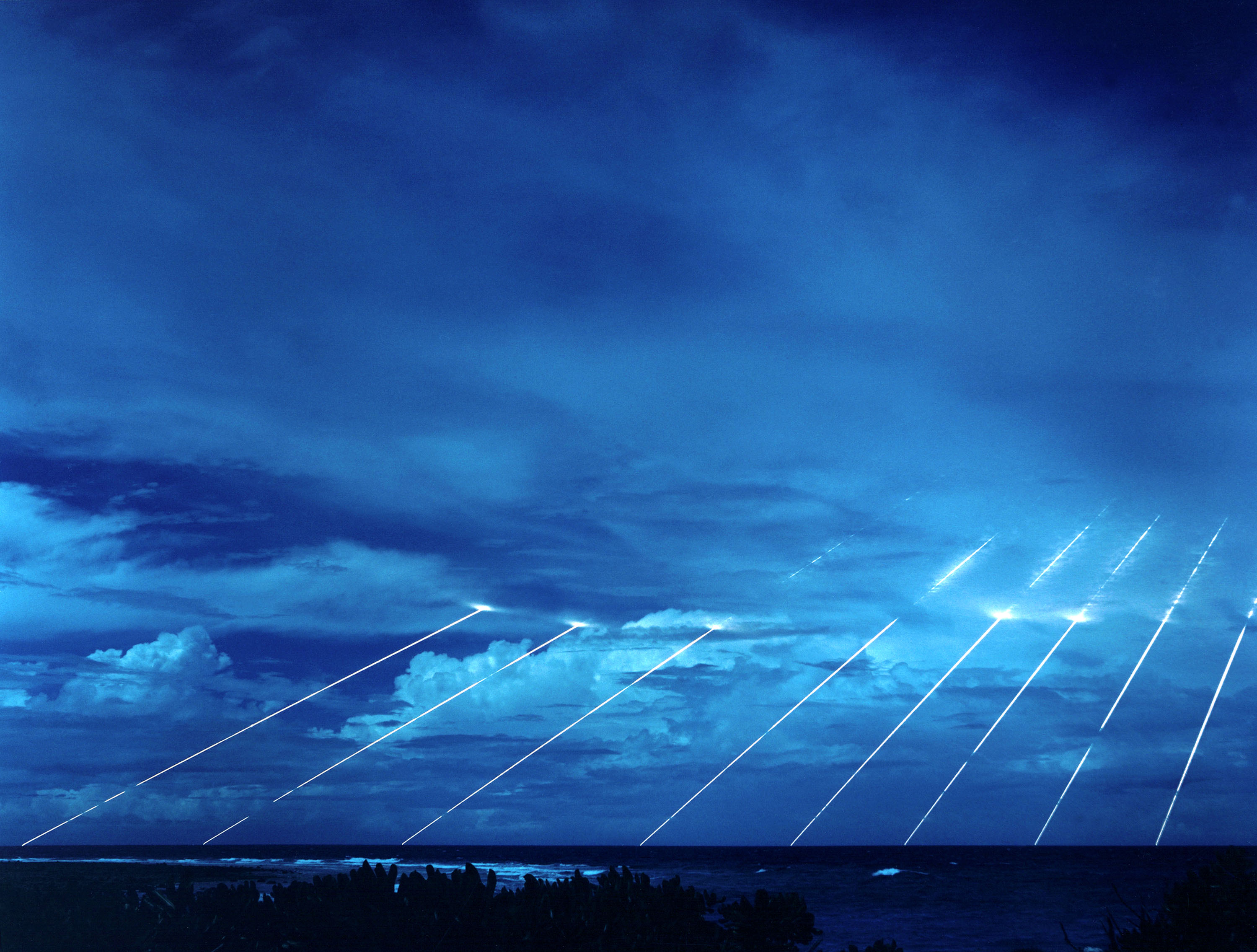
Prova dels vehicles de reentrada MIRV del MBI nord-americà cancel·lat LGM-118A Peacekeeper, 8 disparats des d'un sol míssil (en podia dur 10). Cada traça indica el descens d'un cap d'atac, i cadascuna tenia una potència comparable a 25 bombes com la de Hiroshima. En l'actualitat, hi ha en servei armes similars.

Normalment, al parlar d'armes nuclears ens referim tant a aquests explosius atòmics com als mitjans utilitzats per a dur-los fins al seu blanc, i generalment també als mitjans de suport per a assolir-ho. Així, entenem les armes nuclears com un sistema integrat complex, científic, industrial, militar i humà, que culmina quan el blanc és aconseguit per una explosió nuclear. Entre aquests mitjans, cal destacar de manera significativa els vectors de llançament: l'anomenada "triada nuclear". Classificant-les per aquests llançadors, doncs, les armes nuclears solen dividir-se en:
- Armes nuclears amb base en terra. Es tracta de coets, normalment guiats, amb diversos abastos i capacitats, operats des de terra ferma en plataformes fixes o mòbils. Els coneguts "míssils balístics intercontinentals" (MBI) pertanyen a aquesta categoria, però també altres projectils de menor abast per al seu ús tàctic en el camp de batalla, fins i tot disparats des de peces d'artilleria. Aquests vectors es tendeixen a considerar, en general, com una forma d'artilleria terrestre superpesant. Els MBI són veritables coets espacials, que volen fora de l'atmosfera de la Terra i poden recórrer milers de quilòmetres en pocs minuts. Alguns poden llançar diverses ogives MIRV simultàniament, amb un explosiu nuclear cadascuna, utilitzant un sol vector.
- Armes nuclears amb base en el mar. Es tracta de coets similars als quals tenen base en terra, però que es llancen des de plataformes navals de superfície o submarines. Això els aporta una capacitat de maniobra i ocultació generalment superior als míssils amb base en terra, però també pot exposar-los a riscos superiors. Els míssils balístics de llançament submarí (MBLS, un MBI naval) pertanyen a aquesta categoria, així com certs torpedes, míssils de creuer i altres míssils més generalistes per la guerra naval. Alguns d'aquests vectors se solen considerar com una forma d'artilleria naval súperpesant. Igual que els MBI, els MBLS viatgen per l'espai i poden travessar continents en menys de trenta minuts, així com llançar caps MIRV múltiples.
- Armes nuclears de llançament aeri, que solen ser bombes d'aviació o míssils de creuer o d'altres tipus llançables des d'aeronaus en vol (normalment, bombarders supersònics). Es considera una forma més arriscada i lenta d'alliberar armes nuclears, a causa de la possibilitat que els avions siguin derrocats i a la inherent lentitud comparativa dels projectils atmosfèrics; però també un mètode més flexible i adaptatiu.

Existeixen altres llançadors possibles, prohibits per tractat, com els sistemes de bombardeig orbital fraccional (FOBS), des de satèl·lits artificials que poden iniciar l'atac per sorpresa aproximant-se per qualsevol angle i trajectòria.

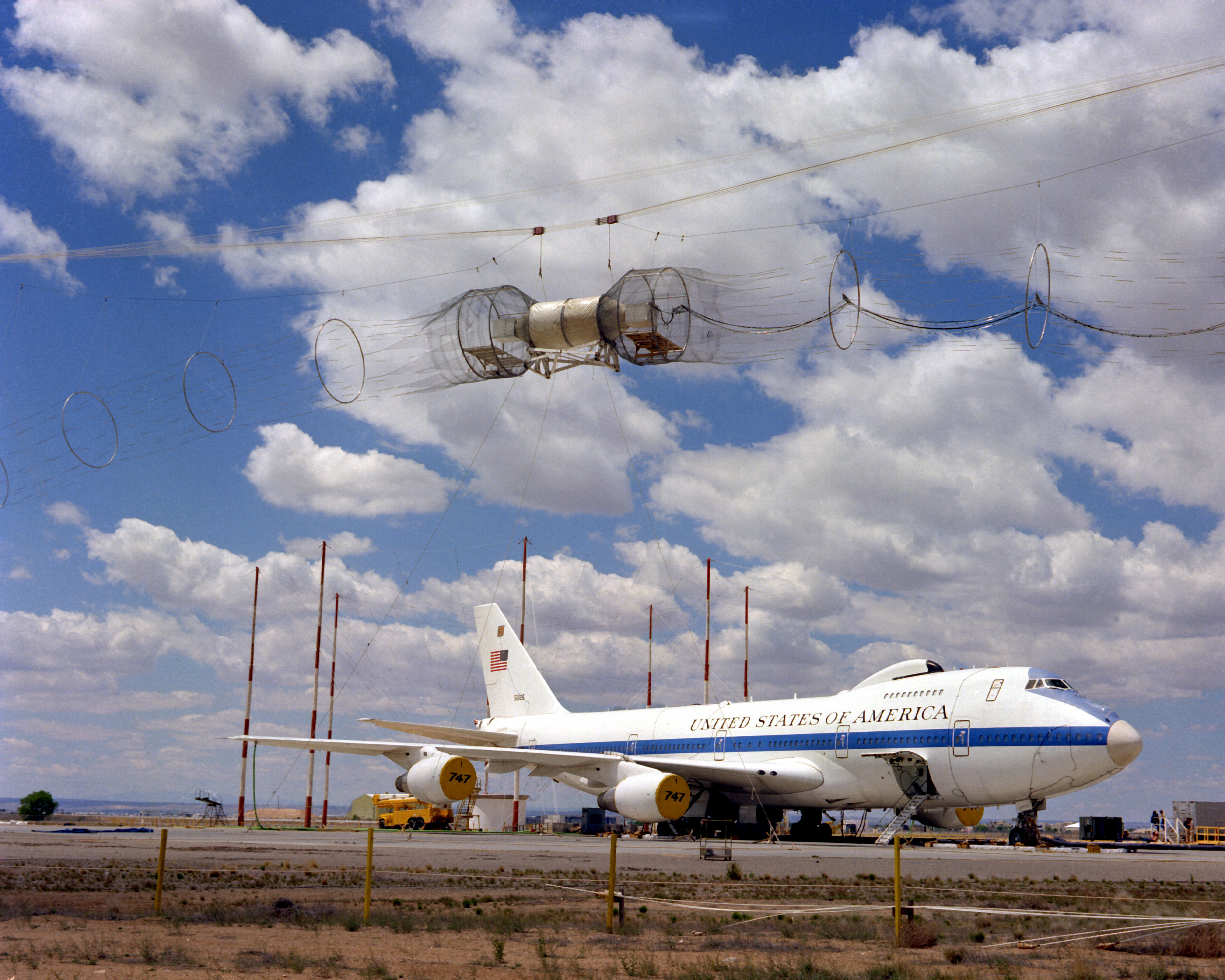
Proves per protegir un Boeing 747 de comandament contra atacs de pols electromagnètic de gran altitud (HEMP). L'HEMP té la capacitat de destruir tots els equips elèctrics i electrònics que manquin de protecció especial en milers de quilòmetres a la rodona.

### Armes nuclears de propòsit especial
A més, s'han produït armes nuclears de propòsit especial, com les següents:
- La bomba de neutrons, també anomenada "bomba N", "bomba de radiació directa incrementada", "bomba de fissió-fusió" o "bomba de radiació forçada", l'objectiu de la qual és causar una major mortaldat directa per irradiació incrementada contra els éssers vius, amb una menor destrucció dels objectes inerts. Aquest tipus d'arma va ser objecte de grans polèmiques durant la Guerra Freda, a causa de la percebuda indignitat moral de matar a grans quantitats de persones i altres éssers vius mentre es protegeixen els béns materials.
- La bomba de pols electromagnètic, també anomenada "bomba I", "HEMP" o "bomba de l'arc de Sant Martí" a causa de les aurores boreals artificials que indueix. Es tracta d'una explosió en l'espai exterior que, per efecte Compton d'electrons, degrada o disloca els sistemes elèctrics i electrònics a escala continental. Per la seva capacitat de paralitzar instantàniament les societats atacades, es considera que aquestes armes constituirien el compàs d'obertura d'una guerra nuclear.
- La bomba d'obscuriment o "iònica", que detona en les capes superiors de l'atmosfera per a bloquejar per ionització electromagnètica els senyals radioelèctrics dels sistemes de comunicacions i teledetecció, amb l'objecte de dislocar la defensa enemiga i les guies dels seus sistemes antimíssils.
- La bomba radiològica o "bomba bruta", per a causar gran mortaldat mitjançant la disseminació de grans quantitats de radiació contra les persones o les seves fonts d'aliments i aigua potable. Considerada en general una arma barata i de baixa tecnologia per a hipotètics terroristes nuclears, les seves versions d'alta tecnologia, utilitzades per les potències, podrien incrementar enormement els efectes demogràfics d'una arma nuclear. S'ha proposat una anomenada bomba ultraviolada per esterilitzar les pastures i camps de cultiu, la viabilitat pràctica de la qual és desconeguda. Leo Szilard va proposar també una bomba de cobalt o "bomba del judici final", capaç de disseminar dosis letals de radiació en àrees enormes o fins i tot en tota la Terra.

### Equips necessaris per a lliurar una guerra nuclear
Altres equips imprescindibles per a lliurar amb eficàcia una guerra nuclear són:
- Una infraestructura científica, industrial, humana i tecnològica suficient i capaç.
- Mitjans de teledetecció de llarg abast i alerta primerenca amb base en terra, mar, aire i espai.
- Un sistema de comandament, control, comunicacions i intel·ligència concebut per efecte.
- Mitjans convencionals suficients per a la logística i defensa del sistema de guerra nuclear.
- Una cultura militar, social i política idònia.

### Models actuals més rellevants d'armes nuclears estratègiques
Existeixen molts tipus d'armes nuclears. Entre les més rellevants actualment es troben:
- Els MBI Tòpol, Topol M i RS-24 (Rússia); LGM-30 Minuteman (Estats Units); DF-31 i DF-5 (Xina).
- Els míssils d'abast mig Agni (Índia); Ghauri i Shaheen (Pakistan); i Jericó (Israel).
- Els MBLS de llançament submarí Trident II D5 (Estats Units i Regne Unit); R-39 i Bulava (Rússia); i M-45 SLBM (França).
- Els míssils de creuer de mig abast BGM-109 Tomahawk (Estats Units i Regne Unit); i Raduga Kh-55 (Rússia), que poden anar equipats amb caps convencionals o nuclears.

### Sistemes de protecció antimíssils
S'ha plantejat la possibilitat de crear sistemes antimíssils per a detenir un atac nuclear mentre es produeix, el més conegut dels quals va ser la "Guerra de les Galàxies" dels EUA. No obstant això, l'únic sistema antibalístic que realment ha arribat a estar operatiu és el Sistema de Defensa de Moscou. Actualment, els Estats Units tracten de desplegar un escut antimíssils més limitat.
Existeixen seriosos dubtes sobre la possibilitat de crear un escut antimíssils eficaç. Rara vegada un sistema antimíssils ha assolit derrocar un míssil en una batalla real, en tractar-se d'una maniobra tecnològicament molt crítica i amb poc temps de preavís, les possibilitats del qual verificables només es poden conèixer el dia de l'atac real, de naturalesa inherentment impredictible.

### Sistemes per a evitar la intercepció de míssils nuclears
A més, resulta relativament senzill modificar les armes atacants i les seves tàctiques per a dificultar enormement la seva intercepció, a un cost molt inferior al dels sistemes antimíssils que haurien de detenir-les; això és especialment cert per als míssils més sofisticats, usant tècniques especials entre les quals es troben:
- "Impulsió accelerada", que allunya ràpidament el míssil del sòl i de possibles interceptors en la fase de llançament (els "guanya" durant l'ascens). Addicionalment, això redueix el temps de vol intercontinental (Rússia-Estats Units) de 23 minuts a menys de 20, el que contrau també el temps de prealerta.
- "Rotació incrementada"; fent girar el míssil, es redueix l'eficàcia de les armes làser i de feix de partícules en augmentar la dispersió energètica en el punt d'impacte (el feix enfoca un punt determinat del míssil durant menys temps) durant la fase de llançament i primer tram de vol espacial. En tot cas, les armes làser i de feix de partícules són ineficaces dintre de l'atmosfera terrestre, per problemes de dispersió òptica, i la seva presència en l'espai va ser cancel·lada juntament amb la resta del projecte Guerra de les Galàxies.
- "Ús de caps MIRV múltiples", que multiplica el nombre de caps a interceptar per un factor entre tres i deu.
- "Prompta lliurança dels caps", perquè aquesta multiplicació es produeixi l'abans possible, lluny de l'abast dels interceptors en la fase terminal, i abans que qualsevol hipotètic sistema de defensa espacial tingui temps de reaccionar.
- "Caps MIRV maniobrables", que compliquen enormement les solucions d'intercepció en l'espai exterior, durant la reentrada i en la fase terminal per no tenir una trajectòria predicible.
- "Ús de blindatges" de baix pes contra làser, feix de partícules, pols electromagnètica i diverses formes de metralla.
- "Inclusió de trampes" i altres ajudes a la penetració (pertorbadors, expansors, chaff, etc.).
- "Atac de pols electromagnètic inicial", per a dislocar la societat atacada i degradar els seus sistemes defensius de fase terminal.
- "Atac d'obscuriment" a l'inici de les reentrades, per a cegar els sistemes de teledetecció i comunicacions radioelèctriques del defensor en la fase terminal.
- "Deriva calculada" dels caps, atacant el blanc des de punts perifèrics (però dintre de l'àrea d'aniquilació), el que incrementa el volum d'intercepció, multiplica les trajectòries possibles i, per tant, dificulta la solució de tir per diversos ordres de magnitud durant la reentrada i la fase terminal.

L'acció combinada de totes aquestes tècniques i altres més esotèriques dona com a resultat problemes insuperables per als sistemes antimíssils del nostre temps i del futur pròxim. Generalment, es considera que els sistemes antimíssils del present i del futur pròxim només serien capaços de derrocar les armes d'atacants poc sofisticats.

## Política i estratègia de la guerra nuclear
L'existència de les armes nuclears va redefinir les relacions internacionals i va tenir un profund efecte en les estratègies militars i en la cosmovisió de la majoria de civilitzacions contemporànies. La por induïda a tots els nivells pels danys directes i col·laterals prevists en una guerra nuclear va donar nova forma a la doctrina de la dissuasió, bloquejant efectivament les hostilitats entre potències dotades d'aquest armament i obrint l'era de guerres subsidiàries que va caracteritzar a la Guerra Freda i segueix vigent en l'actualitat.
La doctrina de la dissuasió va aconseguir els seus extrems màxims quan la quantitat i capacitat de l'armament nuclear desplegat per les superpotències va arribar al nivell de destrucció mútua assegurada (MAD). La destrucció mútua assegurada s'obté aplicant el concepte de "overkill", segons el qual cadascun dels combatents principals disposa de mitjans sobrats per a aniquilar totalment a l'enemic desenes de vegades. En un cert moment de la Guerra Freda, existien armes per a extingir 23 vegades a l'espècie humana. En l'actualitat segueix havent-hi prou mitjans per a matar a tota la Humanitat més d'una vegada.
En un principi, les armes nuclears es concebien com una extensió d'alta potència a la guerra convencional estratègica i els grans bombardejos aeris que van poder veure's en la Segona Guerra Mundial. No obstant això, el seu ràpid progrés i expansió, així com l'arribada de l'arma termonuclear i el míssil balístic intercontinental que podia produir-se econòmicament en grans quantitats, van obligar a establir una categorització segons l'ús previst de cada arma:
- Les armes nuclears tàctiques solen ser de menor potència, de l'ordre de quilotones i de menor ràdio d'acció. Encara que es troben sota el control polític, poden ser emprades pels comandaments militars en suport de les forces convencionals en el teatre de batalla.
- Les armes nuclears estratègiques tenen un gran radi d'acció i són armes de gran potència, amb centenars de quilotones o fins i tot megatones. S'utilitzen per destruir la capacitat nuclear, militar, econòmica i demogràfica de l'enemic.

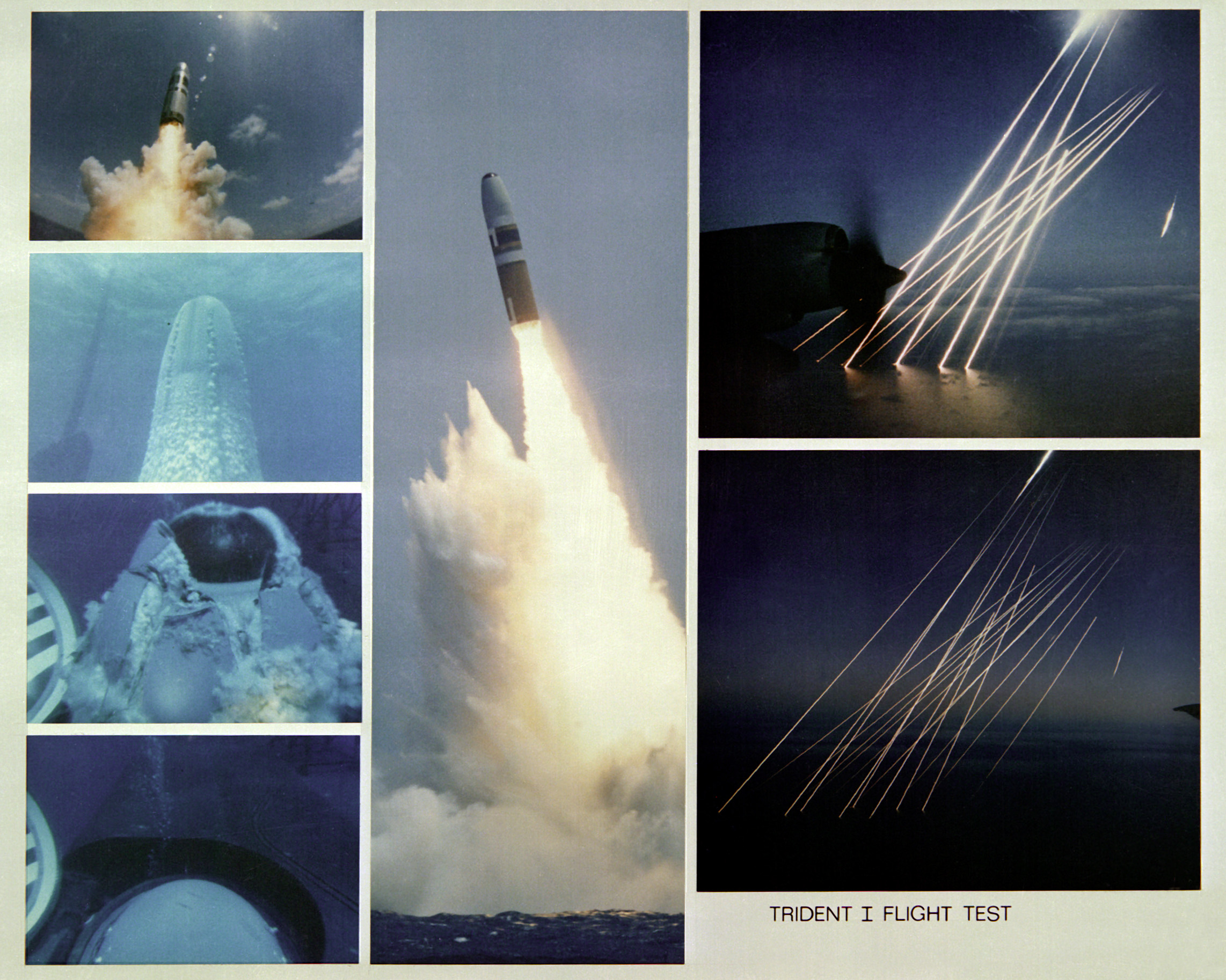
Seqüència d'atac d'un míssil balístic de llançament submarí (MBLS) Trident.

Segons aquesta categorització, es creava una línia nítida entre un ús "menor" o "legítim" de les armes nuclears en el teatre d'operacions, com un mig més, i un ús "major" de les mateixes en un context de guerra total. Els dubtes sobre el realisme d'aquesta frontera i sobre la possibilitat que un ús limitat de les armes nuclears conduís ràpidament a una escalada van causar grans polèmiques socials pel seu desplegament i van dissuadir, en la pràctica, del seu ús. Al final, les principals potències van acabar adherint-se de fet a la doctrina de "no al primer ús", segons el qual cap d'elles seria la primera a utilitzar armes nuclears. Aquesta doctrina va contribuir a prevenir una guerra nuclear i, indirectament, també una guerra convencional entre les grans potències.
Generalment, totes elles es van reservar el "dret del primer ús en propi territori". Hipotèticament, aquest dret permetia detenir radicalment una invasió enemiga mitjançant l'ús tàctic de les armes nuclears en el mateix territori nacional, sense començar una guerra termonuclear total. No s'ha produït ocasió de verificar la funcionalitat d'aquest dret, però existeixen seriosos dubtes sobre la possibilitat de detenir l'escalada subsegüent.
Els països posseïdors d'armes nuclears disposen d'uns plans de guerra predissenyats per al seu ús, que es coneixen als Estats Units i el Regne Unit com SIOP ("pla únic d'operacions integrades") quan es refereixen al mateix i RISOP ("pla únic d'operacions integrades del "bàndol vermell"") quan es refereixen a l'enemic. Aquests plans determinen unes llistes d'objectius i estratègies bàsics, que es poden adaptar parcialment al conflicte real. El SIOP parteix d'uns conjunts d'objectius essencials denominats "opcions d'atac limitat" ("limited attack options", LAO), "opcions d'atac regional" ("regional attack options", RAO) o "opcions d'atac selectiu" ("selected attack options", SAO), que es poden anar escalant fins a arribar a les "opcions d'atac major" ("major attack options", MAO). Convencionalment, es considera que existeixen quatre nivells MAO:
- MAO-1 (atac contraforça): Dirigit contra les forces nuclears de l'enemic: sitges de míssils, bases de míssils en camions o trens, bases de submarins, aeroports primaris, instal·lacions d'emmagatzemament de caps nuclears, el complex tecnològic-industrial de producció de les mateixes i les instal·lacions essencials de comandament, control, comunicacions i intel·ligència, però tractant d'evitar les àrees urbanes i les forces no nuclears.
- MAO-2 (atac contraforça estès): Dirigit contra tots els blancs del MAO-1 més: ports i aeroports secundaris, arsenals, jerarquia militar i unitats seleccionades de la força militar no nuclear, flotes de superfície i xarxes de comandament, control, comunicacions i intel·ligència no nuclears.
- MAO-3 (atac contravalor limitat): Dirigit contra tots els blancs del MAO-1 i el MAO-2 més les instal·lacions de la jerarquia polític-administrativa de l'enemic.
- MAO-4 (atac contravalor estès): Dirigit contra tots els blancs del MAO-1, el MAO-2 i el MAO-3 més les instal·lacions essencials de la societat enemiga (blancs econòmics): refineries, centrals de producció d'energia elèctrica, polígons industrials -sobretot els vinculats amb la indústria militar o tecnològica- i concentracions humanes de gran importància demogràfica. S'observa que en la batalla a nivell MAO-3 la diligència política quedaria inhabilitada, i per això gairebé de manera automàtica saltaria a nivell MAO-4. Els plans d'atac del tipus SIOP/RISOP MAO-4 configuren el que ha vingut a denominar-se guerra termonuclear total.

Quotidianament, les forces nuclears atorguen als seus posseïdors un elevat poder, una garantia última de seguretat en les circumstàncies més excepcionals, i una capacitat diplomàtica superior. No obstant això, es tracta d'un poder econòmicament molt costós, militarment poc flexible i, en últim terme, compensat a no usar-ho mai si s'aspira a la supervivència. Això ha fet que molts països amb capacitat sobrada per a convertir-se en potències nuclears hagin optat per polítiques de seguretat i defensa que les exclouen explícitament, arribant fins i tot a l'antinuclearisme.

## Actors principals
Les estrictes circumstàncies històriques, cientificotècniques, econòmiques, polítiques i diplomàtiques que permeten l'accés a una força nuclear fan que el nombre de països que han decidit proveir-se de la mateixa sigui reduït, el que configura un grup de caràcter selecte conegut com a club nuclear. El 2012 s'estima que la quantitat total d'armes nuclears existents es troba aproximadament entre 19.115 i 19.465 unitats, amb el detall següent:
| País                                                                    | Caps nuclears actius / total*                   | Estratègics desplegats | Tàctics desplegats | Reserva / manteniment | Per desmantellar | Any de les dades | Any de la primera prova             |
| ----------------------------------------------------------------------- | ----------------------------------------------- | ---------------------- | ------------------ | --------------------- | ---------------- | ---------------- | ----------------------------------- |
| Els cinc països amb armes nuclears del Tractat de No Proliferació (NPT) |                                                 |                        |                    |                       |                  |                  |                                     |
| Rússia (ex URSS)                                                        | ~4.430 (desplegats) / ~10.000                   | ~2.430                 | ~2.000             | s/d                   | ~5.500           | 2012             | 1949 ("RDS-1")                      |
| Estats Units                                                            | ~2.150 (desplegats) + ~2.800 (reserva) / ~8.000 | ~1.950                 | ~200               | ~2.800                | ~3.000           | 2012             | 1945 ("Trinity")                    |
| França                                                                  | 300 (desplegats) / ~300                         | 240                    | 60                 | Mínims                | 0                | 2008             | 1960 ("Gerboise Bleue")             |
| R.P. de la Xina                                                         | ~178 (desplegats) / ~240                        | ~138                   | ~40                | ~62                   | 0                | 2011             | 1964 ("596")                        |
| Regne Unit                                                              | <160 (desplegats) / ~225                        | <160                   | 0                  | ~65                   | Previst          | 2011             | 1952 ("Hurricane")                  |
| Altres països amb armes nuclears                                        |                                                 |                        |                    |                       |                  |                  |                                     |
| Pakistan                                                                | 90-110                                          | s/d                    | s/d                | s/d                   | s/d              | 2011             | 1998 ("Chagai-I")                   |
| Índia                                                                   | 60-80                                           | s/d                    | s/d                | s/d                   | s/d              | 2010             | 1974 ("Smiling Buddha")             |
| Corea del Nord                                                          | 0-10                                            | s/d                    | s/d                | s/d                   | s/d              | 2005             | 2006                                |
| Països amb armes nuclears sense declarar                                |                                                 |                        |                    |                       |                  |                  |                                     |
| Israel                                                                  | 200-500                                         | s/d                    | s/d                | s/d                   | s/d              | 2005             | mai o el 1979 (vegeu Incident Vela) |

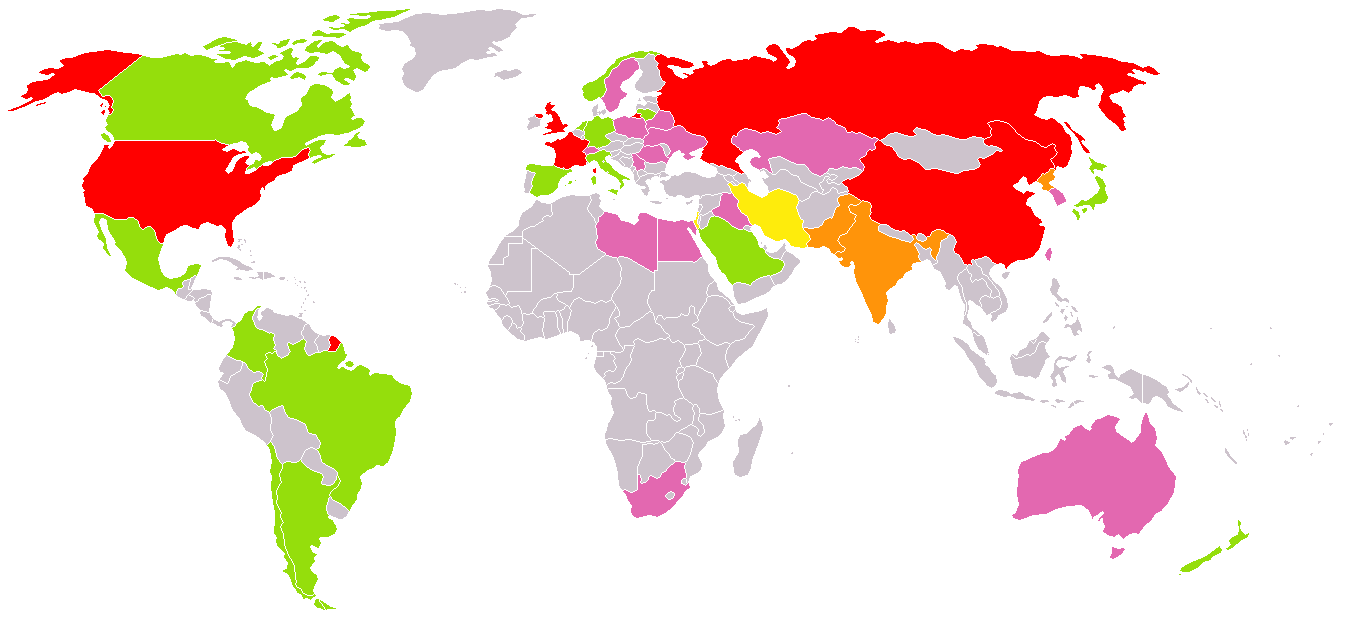
Mapa mundial amb l'estat de desenvolupament nuclear representat per colors.
Els cinc països amb armes nuclears del Tractat de No Proliferació (NPT).
Altres països amb armes nuclears.
Països sospitosos de tenir armes nuclears o d'estar en procés de desenvolupar-les.
Països que alguna vegada van tenir armes nuclears o programes de desenvolupament d'armes nuclears.
Altres països capaços de desenvolupar armes nuclears en alguns anys si així ho decideixen.

- Tots els nombres són estimacions del "Butlletí dels Científics Atòmics",[62] llevat que se citin altres referències. Si la diferència entre els caps nuclears actius i les totals és coneguda, apareixeran les dues dades separades per una barra obliqua. Si no es coneixen les dues dades, solament se'n donarà un. El nombre de reserves pot no contenir tots els caps nuclears intactes si una quantitat substancial de caps nuclears han estat programades per al seu desmantellament, però el mateix encara no ha estat dut a terme; no tots els caps nuclears "actives" són desplegades en qualsevol temps donat. Quan es dona un rang d'estimació d'armes (p. ex., 0-10), això generalment indica que l'estimació s'ha fet sobre la quantitat de material fissible que probablement ha estat produït, i la quantitat de material fissible necessari per cap nuclear depèn de les estimacions de l'habilitat d'un país en el disseny de l'arma nuclear.

Pot observar-se que Rússia —estat successor de la Unió Soviètica— i els Estats Units segueixen sent, amb diferència, les principals superpotències nuclears. Emblemàticament, Rússia compta amb la principal força nuclear del món quantitativament i qualitativament (les Forces de Coets Estratègics), mentre els Estats Units s'ha caracteritzat per disposar de potents mitjans econòmics per a refinar la seva.
Molts altres països han tractat d'accedir a aquest "club nuclear" en el passat, o se sospita que ho han fet, però per distints motius no ho van assolir o van desistir. Entre ells cal citar a l'Aràbia Saudita, Argentina, Austràlia, Brasil, Corea del Sud, Egipte, Espanya, Iran, l'Iraq, Líbia, Polònia, Romania, Sud-àfrica, Suècia, Suïssa, Taiwan i Iugoslàvia. En canvi, Belarús, Kazakhstan i Ucraïna van heretar un gran nombre d'armes nuclears de la Unió Soviètica, però les hi van retornar o van revendre a Rússia, normalment per al seu desmantellament.
Molts països europeus occidentals, així com Canadà i el Japó, podrien disposar fàcilment d'una força nuclear respectable si l'hi proposessin, però no han manifestat el seu desig i voluntat política de fer-ho.

## Efectes de la guerra nuclear

### Efectes locals

Diàmetre comparatiu de les boles de foc de cinc bombes nuclears: la bomba del Tsar (la més gran del món), de 4.600 m de diàmetre, la bomba Castle Bravo (la més gran dels EUA), de 2.840 m de diàm., l'ogiva nuclear d'un míssil Minuteman (960 m), el míssil Peacekeeper (640 m) i la bomba de Nagasaki (200 m)

Els efectes discrets locals de les armes nuclears individuals són bé coneguts, gràcies a més de 2.000 proves nuclears i les conseqüències dels bombardejos d'Hiroshima i Nagasaki. En essència, una arma nuclear és un explosiu extraordinàriament potent i molt contaminant capaç de causar gran devastació en una àrea determinada mitjançant les següents accions combinades:
- Impacte radiològic: el 80% de l'energia instantània de l'arma s'allibera en forma de radiacions ionitzants alfa, beta, gamma i de neutrons, a més de generar un centelleig lluminós capaç de deixar cegues a les persones a gran distància. Aquestes radiacions causen gran mortaldat per síndrome radioactiu agut, i poden generar polsos electromagnètics que destrueixen els equips elèctrics i electrònics. A més, la detonació té la capacitat d'induir regions d'obscuriment, que per l'alta ionització de l'aire impediria la circulació d'ones electromagnètiques i infrarojos, fent inoperatius radars i altres sistemes de comunicació que hagin de transmetre o rebre a través d'aquestes àrees ionitzades. Les radiacions emeses creen càncers a persones i animals, i poden crear deformacions als fetus. Els terres afectats no són cultivables durant llarg temps, ja que la radiació que contenen passaria a la flora cultivada i al cos dels humans o animals que les mengen, sent altament cancerígenes.
- Impacte tèrmic: l'arma genera enormes quantitats de calor (fins a 400 milions de graus) que es transfereix a l'aire circumdant, vaporitzant i calcinant-ho tot en els seus voltants i provocant incendis molt grans en zones més allunyades. Aquests incendis molt grans poden transformar-se en una tempesta de foc. Les persones sofreixen greus cremades a desenes de quilòmetres de distància. La tempesta de foc, a més, consumeix l'oxigen de l'aire i provoca la mort per asfíxia.
- Impacte mecànic: l'aire, dilatat brutalment per la calor, s'expandeix a gran velocitat sota la forma d'una ona de xoc ardent d'alta pressió que derroca les estructures i rebenta als éssers vius. En els voltants de la detonació, pot provocar cràters importants. És freqüent que es produeixi una ona de xoc secundària en sentit contrari, a mesura que l'aire es refreda i contreu, el que acaba de destruir l'àrea atacada en un moviment de vaivé. També es produeix un efecte sísmic, detectable a milers de quilòmetres de distància, que contribueix a la devastació local.
- Contaminació radioactiva: l'explosió llança a l'atmosfera grans quantitats de fums i matèria polvoritzada fortament irradiats a conseqüència de l'impacte radiològic. Aquestes substàncies tornen al sòl progressivament, amb freqüència sota la forma de pluja radioactiva, contaminant tots els objectes exposats a la intempèrie; entre ells es troben l'aire, les fonts d'aigua i els aliments. Això incrementa les baixes per síndrome radioactiu agut i unes altres malalties associades a la radioactivitat.

Aquests efectes discrets varien significativament entre els atacs pròxims al sòl ("groundburst"), destinats a destruir blancs altament reforçats o molt resistents, i les detonacions en altitud ("airburst"), que pretenen maximitzar l'àrea de devastació contra objectius tous com ciutats o polígons industrials. També depenen del nombre de caps assignats a un mateix blanc.
Les detonacions nuclears produeixen uns núvols característics en forma de fong, que poden aconseguir grandàries enormes.

### Efectes globals

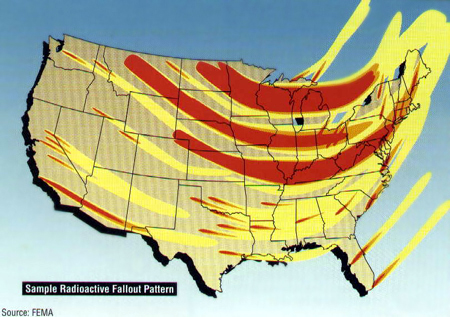
Mapa hipotètic de contaminació radioactiva a curt termini després d'un petit atac nuclear contra les principals instal·lacions militars dels Estats Units. L'àrea vermella defineix les regions on aquesta deposició seria necessàriament mortal. A mitjà termini, els vents arrosseguen molt més lluny aquestes partícules, fins que acaben contaminant tot el planeta.

Els efectes sinèrgics generalitzats d'un atac nuclear combinat a gran escala, dissenyat per a causar el màxim dany possible, són més difícils de determinar. Per a començar, no és possible precedir la naturalesa exacta de semblant atac amb antelació. No obstant això, resulta possible definir algunes línies generals:
- Interrupció generalitzada dels subministraments d'aliments, aigua potable, electricitat i comunicacions. Les grans ciutats, encara que no haguessin estat atacades, serien incapaces de sobreviure sense aquests aliments. Això provocaria grans cues de milions de refugiats sense destinació particular algun, normalment malalts i debilitats, i per això es pot esperar una elevada mortalitat, violència i xacres pròpies de la naturalesa humana.
- Dislocació dels Estats, exèrcits i cossos de seguretat i sanitaris com entitats organitzades. Pillatge, saqueig, sorgiment de grups mafiosos o mercenaris armats.
- Interrupció generalitzada i permanent de l'activitat econòmica, particularment la industrial, per destrucció de les seves instal·lacions o supressió del subministrament elèctric i de matèries primeres durant temps indeterminat. Això dificultaria i alentiria enormement l'atenció als afectats i la recuperació de postguerra. Probablement, els diners perdria el seu valor en desaparèixer els mercats financers que ho determinen.
- Molts hospitals resultarien destruïts, molt personal mèdic mort, i els supervivents no disposarien d'energia elèctrica ni subministraments. Això incrementaria greument la mortalitat entre els ferits i afectats, amb tota seguretat, i probablement permetria la ràpida extensió de les epidèmies.
- Elevada contaminació radioactiva de l'aire i les fonts d'aigua potable i aliments durant setmanes, i més lleu durant anys i fins i tot segles. Això podria agreujar-se si s'empren armes específicament dissenyades per a destruir per irradiació els recursos agropecuaris, el que produiria molta fam.
- Desestructuració generalitzada de la societat i dels models de civilització i maneres de vida. Possible desaparició de nombroses nacions.
- Desaparició de la capa d'ozó, i per això la radiació ultraviolada del Sol acabaria matant als pocs éssers vius que sobrevisquessin a l'obscuriment nuclear. Si bé la vida en els oceans no es veuria afectada per l'obscuriment i l'hivern nuclear, l'augment de la radiació ultraviolada acabaria amb el fitoplàncton i amb la cadena tròfica en els mars, la qual cosa provocaria una mortaldat generalitzada en pocs mesos. Les dràstiques diferències de temperatura entre els continents i els oceans generarien un caos climàtic gegantesc, el que dificultaria enormement la vida en les zones costaneres marítimes.
- Possibles efectes climàtics massius, com l'hivern nuclear.

No és exagerat afirmar que una guerra nuclear a gran escala provocaria centenars o milers de milions de víctimes, i la desaparició de les nacions i models de civilització que coneixem. El terme megamort, una unitat de mesura equivalent a un milió de morts, es va encunyar per a manejar aquestes xifres aniquiladores. Així, per exemple, mil megamorts equival a mil milions de víctimes; mil megamorts és una estimació mitjana-alta raonable del nombre de baixes en les primeres 24 hores d'una guerra termonuclear total amb blancs demogràfics que impliqués als Estats Units, Rússia, Europa i Xina.

## Protecció i autodefensa civil en cas d'atac nuclear

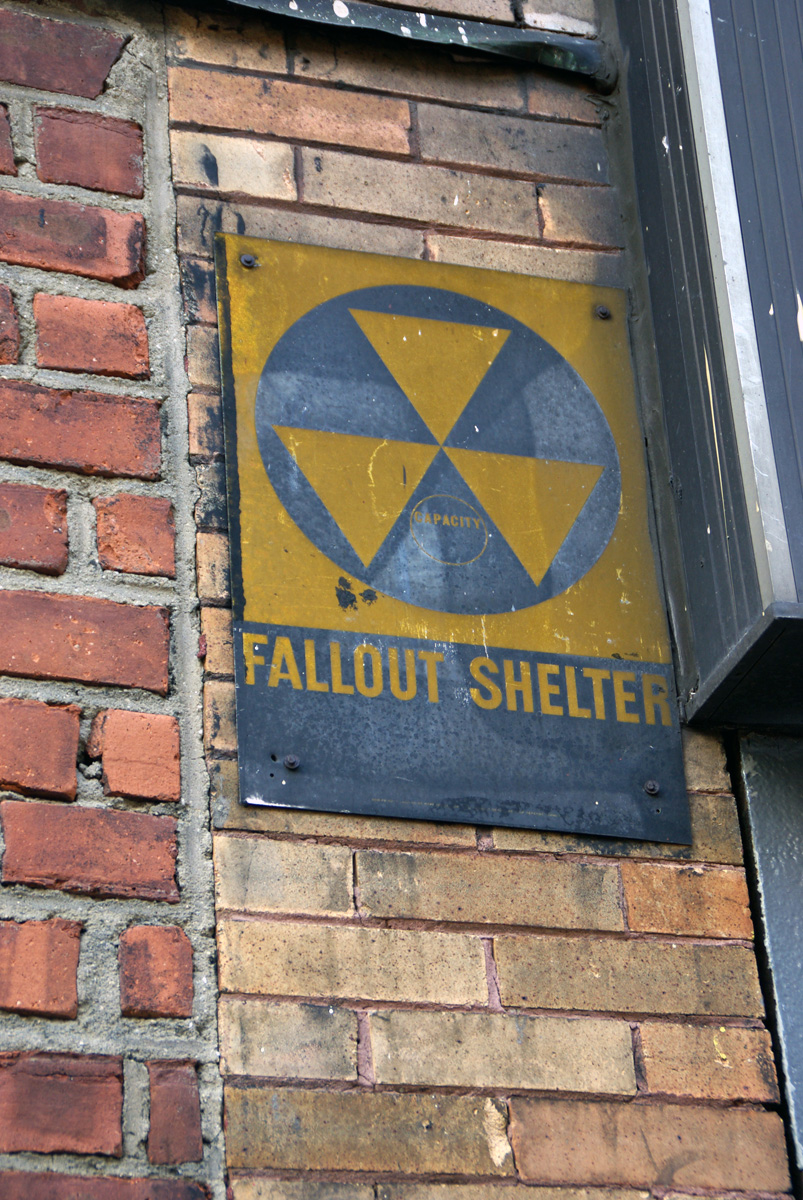
Senyal que indica la presència d'un refugi nuclear a Chinatown, Nova York.

Molts països han pres mesures per a protegir la seva població civil d'atacs nuclears. Les iniciatives impulsades van des de la difusió de fullets informatius fins a la construcció, en alguns estats, de complexes xarxes de refugis nuclears destinades a protegir a un elevat percentatge de la població. En general, aquests intents van ser rebuts amb ironia i escepticisme, car acostumaven a emplaçar a ciutadans amb recursos i representants d'institucions que probablement no sobreviurien a una guerra nuclear; també que no s'havia previst un futur on no es tenien en compte els efectes de la contaminació radioactiva i l'hivern nuclear. Aquesta percepció amarga i ominosa va arribar a inspirar notables obres artístiques, com la pel·lícula d'animació britànica Quan el vent bufa (1986).
Algunes de les recomanacions que impliquen en cas d'un atac nuclear es poden incloure la de no fugir en vehicles privats, ja que hi poden haver embussaments a les carreteres i una exposició a la intempèrie pot ser molt perjudicial. Per això es recomana protegir-se sota terra (soterranis, coves estables, túnels del metro, clavegueram, etc.), o en racons interiors dels edificis, lluny de portes i finestres. Els vidres són elements molt perillosos en aquest cas, perquè són projectats en sentit oposat a l'explosió. També caldria cobrir-se el cos sencer amb catifes. lones o capotes de cremades o flamarades fins que passi la primera ona de xoc (en 30 segons) i la segona (en dos minuts). Durant aquest temps, sol haver-hi centelleigs al cel o bé els aparells electrònics es detenen. Quan això passa s'ha d'estar amb contacte amb el sòl per evitar descàrregues elèctriques. En els països més industrialitzats i rics tenen un control de protecció civil contra atacs nuclears, això no és el cas dels Països Catalans.

### Refugis nuclears
Un refugi nuclear és un espai tancat i confinat dissenyat especialment per a protegir els ocupants de les deixalles i el núvol radioactiu resultants d'una explosió nuclear. Diversos d'aquests refugis van ser construïts com a defensa civil durant la guerra freda.
Després d'una explosió nuclear, la matèria vaporitzada que sorgeix com a resultat de la bola de foc, es troba exposada als neutrons de l'explosió, absorbint-los i conseqüentment tornant-se radioactiva. En condensar-se aquest material, forma partícules de pols i sorra lleugera. La pluja radioactiva emet radiació de partícules beta i raigs gamma.
Durant la guerra freda nombrosos governs van construir refugis per als seus alts funcionaris i per a les seves instal·lacions militars importants. Per igual, es tenia planejat construir refugis en els edificis existents sota el nivell del sòl.

## Rellevància cultural
La guerra nuclear i els seus preparatius no només van tenir un gran impacte en la política, la diplomàcia i l'estratègia, sinó que van marcar profundament a diverses generacions al llarg de tota la Guerra Freda. A més de contribuir enormement a la difusió del pensament pacifista i la protesta social, van sorgir nombroses expressions artístiques, culturals i populars sobre el tema. Curiosament, el final de la Guerra Freda va acabar amb la major part de les mateixes perquè l'amenaça de guerra nuclear va desaparèixer de la cosmovisió mediàtica i popular, encara que segueixi estant present.
L'amenaça de guerra nuclear i l'aparent inevitabilitat de la mateixa va imprimir també un pensament pessimista, apocalíptic i fins i tot mil·lenarista en àmbits tant religiosos com seculars, des de diverses profecies de l'arribada de la fi del món a un fatalisme present en nombroses manifestacions socials i culturals del període.